# Fusi (pâtes)
Les fusi (fuži en croate et en slovène) sont des pâtes traditionnelles originaires de Croatie et de Slovénie, aussi cuisinées en Italie. La pâte est roulée en fines feuilles, détaillées en bande de 3 à 4 cm de large et empilées les unes sur les autres. Les bandes sont alors coupées en diagonales, ce qui produit une forme en diamant. Deux bouts de chaque diamant sont alors pliés ensemble, donnant au fusi l'apparence d'un nœud,,. Elles sont servies avec une sauce au veau peu épicée à base d'oignon, de concentré de tomate, de vin blanc et de bouillon.